# Yasuhisa Furuhara
Furuhara Yasuhisa (古原 靖久 Furuhara Yasuhisa, Cổ Nguyên Tĩnh Cửu) (sinh ngày 13 tháng 8 năm 1986) là một nam diễn viên người Nhật Bản. Anh được khán giả biết đến với vai diễn nổi tiếng Sousuke Ezumi/Go-On Red trong series Super Sentai Engine Sentai Go-onger vào năm 2008.

## Phim
Truyền hình
- Nobuta wo produce vai Wakui Takuzo (NTV, 2005)
- Toritsu Mizusho! vai Okuta (NTV, 2006)
- Shinuka to Omotta trong Case 3 (NTV, 2007)
- Hanazakari no Kimitachi e as Ogimachi Taiyo (Fuji TV, 2007)
- Engine Sentai Go-onger vai Esumi Sousuke /Go-On Red (TV Asahi, 2008)

Phim điện ảnh
- Engine Sentai Go-onger: Boom Boom! Bang Bang! GekijōBang!! (2008 Toei) vai Esumi Sousuke/Go-On Red
- Engine Sentai Go-onger vs. Gekiranger (2009 Toei) vai Esumi Sousuke/Go-On Red
- Samurai Sentai Shinkenger vs. Go-onger: GinmakuBang!! (2010 Toei) vai Esumi Sousuke/Go-On Red

## Khác
Kịch
- Switch (2007)